# Syntelia
Syntelia ist die einzige Gattung der Familie Synteliidae innerhalb der Käferunterordnung Polyphaga. Bislang sind sieben Arten beschrieben, wobei zwei weitere Arten der Gattung bekannt, aber derzeit noch unbeschrieben sind.

## Merkmale

### Käfer
Die Käfer haben eine Körperlänge von 10 bis 35 Millimetern. Ihr kräftiger, konvexer Körper ist langgestreckt und hat mehr oder weniger parallele Seitenränder. Er ist schwarz, matt bis leicht glänzend und weist bei manchen Arten einen leichten blaugrünen Metallglanz auf. Der Kopf ist zwei Drittel so breit wie das Pronotum, die Mundwerkzeuge sind nach vorne oder leicht nach unten gerichtet. Der Kopf kann nicht unter den Halsschild eingezogen werden. Seine Oberfläche ist meist schwach punktförmig strukturiert, die Facettenaugen sind groß und oval. Die elfgliedrigen Fühler sind kurz, leicht gekniet und lenken unter einem kleinen Vorsprung zwischen Facettenaugen und Basis der Mandibeln ein. In Ruhestellung werden die Fühler unter den Kopf gekrümmt, wo der Scapus und Pedicellus in eine deutliche Grube passen. Die letzten drei Fühlerglieder formen eine große, dicht behaarte Fühlerkeule. Die Mandibeln sind sehr langgestreckt und treten stark hervor. Ihr mesialer Rand ist klingenförmig und hat drei bis vier Zähnchen. Die Maxille hat eine stark behaarte Galea und Lacinia, letzterer fehlt ein apikaler Zahn. Die Maxillarpalpen sind viergliedrig, die Labialpalpen dreigliedrig.
Der Prothorax ist frei beweglich und nicht eng mit dem restlichen Thorax verbunden. Das Pronotum ist mehr oder weniger trapezförmig und ist im ersten Drittel am breitesten. Seine Oberfläche ist unterschiedlich ausgebildet, aber bei den meisten Arten schwach punktförmig strukturiert. Der sichtbare Teil des Schildchens (Scutellum) ist mittelgroß und nahezu dreieckig bis klein und fingerartig. Die Deckflügel sind lang, am Rücken flach, an den Seiten gekrümmt. Ihre Spitze ist abgestutzt, wodurch allerdings nur das Telson, also das Tergum des siebten Hinterleibssegments sichtbar bleibt. Die Deckflügel tragen 3 bis 10 unterschiedlich tiefe, unregelmäßige Linien von Gruben oder Punkten. Die häutigen Flügel (Alae) sind ausgebildet. Die Tarsen aller drei Beinpaare sind fünfgliedrig.
Der Hinterleib hat fünf sichtbare, leicht punktförmig strukturierte Sternite (III bis VII) und ein sichtbares stark punktiertes Tergum (VII). Das nur leicht sklerotisierte achte Hinterleibssegment ist mitsamt den Genitalien komplett eingestülpt. Die Stigmen sind nur vom ersten bis sechsten Hinterleibssegment funktionsfähig, die des siebten bis achten sind verkümmert. Sämtliche Terga sind gut sklerotisiert, das siebte aber stärker als die anderen.

### Präimaginalstadien
Die Präimaginalstadien sind nur von Syntelia histeroides bekannt, die Eier sind gänzlich unbekannt. Wie bei den Stutzkäfern (Histeridae) gibt es nur zwei Larvenstadien. Die Larven haben einen langgestreckten, geraden, leicht abgeflachten Körper mit parallelen Seitenrändern. Der Körper ist nur schwach sklerotisiert und pigmentiert. Der stark sklerotisierte Kopf ist verlängert und die Mundwerkzeuge sind nach vorne gerichtet. Die Fühler sind dreigliedrig und halb so lang wie der Kopf breit ist. Die kürzen Beine sind fünfgliedrig. Der Hinterleib hat 10 Segmente und ist mehr als doppelt so lang wie der Thorax. Die Verpuppung erfolgt in einer freien Puppe, die funktionsfähige Stigmen auf den Segmenten I oder II bis VI hat.

## Verbreitung und Lebensraum
Die Gattung kommt disjunkt vor, einerseits mit fünf Arten in den Bergregionen Ostasiens mit einer Verbreitung in Indien, Burma bis China, Japan und dem Osten Russlands, andererseits mit zwei beschriebenen und zwei noch unbeschriebenen Arten in Zentralamerika mit einer Verbreitung in Mexiko und Guatemala.
Die Käfer besiedeln vor allem mittelhohe bis hohe subtropische bis tropische Berglagen zwischen 1500 und 3900 Metern Seehöhe. Die bestuntersuchteste Art Syntelia histeroides tritt auch in niedrigeren Lagen auf, wo die Imagines und Larven unter feuchter Rinde verrottender Bäume, wie etwa Phellodendron sachalinense gefunden wurden.

## Lebensweise
Die Larven von Syntelia histeroides und vermutlich auch die Imagines leben räuberisch von anderen unter Rinde lebenden Insekten. Die Verpuppung erfolgt unter der Rinde, jedoch ohne Puppenwiege. Zumindest von mehreren Arten ist eine Lebensweise unter Rinde bekannt. Im Sommer findet man die Käfer auch an austretendem Pflanzensaft an Eichen und Ulmen. Syntelia westwoodi besiedelt jedoch die hochgelegenen Wüstengebiete im südlichen mexikanischen Zentralplateau zwischen 1700 und 3000 Meter Seehöhe, wo die Imagines im feuchten, verwesenden Inneren von abgestorbenen großen Säulenkakteen gefunden wurden. Dort machen sie Jagd auf Fliegenlarven.

## Taxonomie und Systematik
Syntelia steht in einem Schwesterverhältnis zu den Stutzkäfern (Histeridae), das sowohl durch Merkmale der Larven und Imagines als auch durch molekulargenetische Untersuchungen bestätigt wurde. Die vermutlichen Autapomorphien von Syntelia umfassen unter anderem das Fehlen der Naht am Epistoma, das Verwachsen des Labrums mit der Vorderseite des Kopfes und die außenseitig geschlossenen Gruben der Hüften (Coxen) der Vorderbeine.
Folgende Arten sind bisher beschrieben:
- Syntelia davidis Fairmaire, 1889
- Syntelia mazuri Zhou, 2003
- Syntelia sinica Zhou, 2003
- Syntelia indica Westwood, 1864
- Syntelia histeroides Lewis, 1882
- Syntelia mexicana Westwood, 1864
- Syntelia westwoodi sallé, 1873

## Belege